# Serie B 1971-1972 (pallacanestro femminile)
La Serie B 1971-1972 è stata la ventiduesima edizione nel dopoguerra del secondo livello del campionato italiano di pallacanestro.

## Girone meridionale
Il girone meridionale è iniziato il 21 novembre 1971 con dieci squadre partecipanti: Pallacanestro Napoli, CUS Napoli, Salerno, Maddaloni, Libertas Messina, Drago Messina, Agrigento, Palermo, Alcamo e Velo Trapani.
|  |     | Classifica 1971-1972  | Pt | G  | V  | P  | PtF | PtS |
|  | --- | --------------------- | -- | -- | -- | -- | --- | --- |
|  | 1.  | Palermo               | 34 | 18 | 17 | 1  | 995 | 670 |
|  | 2.  | Pallacanestro Napoli  | 30 | 18 | 15 | 3  | 710 | 572 |
|  | 3.  | Drago Messina (-1)    | 23 | 18 | 12 | 6  | 695 | 616 |
|  | 4.  | Maddaloni (-1)        | 21 | 18 | 11 | 7  | 777 | 617 |
|  | 5.  | Velo Trapani          | 18 | 18 | 9  | 9  | 754 | 731 |
|  | 6.  | Salerno               | 16 | 18 | 8  | 10 | 671 | 753 |
|  | 7.  | Libertas Messina (-1) | 13 | 18 | 7  | 11 | 670 | 711 |
|  | 8.  | CUS Napoli (-1)       | 13 | 18 | 7  | 11 | 789 | 854 |
|  | 9.  | Agrigento             | 6  | 18 | 3  | 15 | 668 | 729 |
|  | 10. | Alcamo                | 2  | 18 | 1  | 17 | 733 | 747 |

## Verdetti
- Promossa in Serie A:  CUS Cagliari Pallacanestro[3]
- Promossa in Serie A:  Peg Sesto San Giovanni[3]